# Győry Lajos (lelkész, 1800–1871)
Győry Lajos (Biharpüspöki, 1800. január 1. – Kisújszállás, 1871. június 4.) református lelkész, egyházmegyei tanácsbíró, főjegyző. Győry Lajos lelkész édesapja.

## Élete
Köznemes család sarja. Debrecenben végezte középiskoláit, 1819-től a bölcseletet, teológiát és jogot. Esküdt felügyelő és 1829-30-ban ugyanott senior volt és Göttingenben töltött egy év után hajdúszoboszlói káplán lett. Innét két év múlva hívták meg 1832 körül lelkésznek Érkörtvélyesre; hét év múlva mátészalkai lelkész lett; 1842-ben az egyházkerület ajánlására a kisújszállási egyház hívta meg papjának. A heves-nagykunsági egyházmegye megválasztotta tanácsbírájává és főjegyzőjévé. 1852-ben a kisújszállási későbbi főgimnáziumnak reorganizálása körül jelentékeny szerepet játszott. 
Egyházi beszédei a Fürdős Lajos által Kecskeméten kiadott Különféle viszonyokra vonatkozó papi dolgozatok-ban (III-V., VII., X, XII. 1852-58. és Új folyam I. Pest, 1890), a Papi dolgozatok gyászesetekre c. gyűjteményben (IV-VII., Kecskemét. 1854-57.)

## Munkái
- Beszéde és imája 1848. júl. 23. a nemzetőr-zászlók felszentelése alkalmából. Debreczen, 1848
- Beszéde, melyet tartott 1860. ápr. 17., midőn a kisujszállási nagy harang rendeltetésének átadatott. Debreczen, 1860